# Glossolepis incisus
O peixe-arco-íris-vermelho (Glossolepis incisus) é um peixe do gênero Glossolepis. Este peixe encontra-se apenas no lago Sentani, em Irian Jaya, na Indonésia. O lago fica numa região montanhosa, a 75 metros de altitude. Apesar de sua distribuição restrita é um popular peixe de aquário. Na época da reprodução, os amchos adquirem um tom vermelho-vivo; as fêmeas são prateadas com laivos amarelos.